# Joselito Vaca
José Vaca Velasco (Santa Cruz de la Sierra, Departamento de Santa Cruz) és un futbolista bolivià.
Juga de centrecampista. Després del seu pas pel futbol nord-americà, el 2005 va tornar a Bolívia, sent contractat pel Club Blooming, club en el qual li costa adaptar-se degut a les seves males condicions de joc. En el 2009 va tornar al club que el va fer debutar en la Liga de Futbol Profesional Boliviana, Oriente Petrolero. El 2012 fou contractat per l'Asociación Deportivo Pasto de la Categoría Primera A colombiana. El 2013 retornà a Blooming.

## Selecció nacional
Ha estat internacional amb la selecció de futbol de Bolívia des de 2002.

### Participacions en Copes Amèrica
| Copa Amèrica      | Seu       | Resultat     |
| ----------------- | --------- | ------------ |
| Copa Amèrica 2007 | Veneçuela | Primera fase |
| Copa America 2011 | Argentina | Primera fase |

## Clubs
| Club               | País         | Any        | Partits | Gols |
| ------------------ | ------------ | ---------- | ------- | ---- |
| Oriente Petrolero  | Bolívia      | 1999-2000  | 52      | 11   |
| FC Dallas          | Estats Units | 2001-2003  | 72      | 5    |
| New York Red Bulls | Estats Units | 2004       | 22      | 1    |
| Blooming           | Bolívia      | 2005-2008  | 156     | 26   |
| Oriente Petrolero  | Bolívia      | 2009- 2011 | 69      | 12   |
| Deportivo Pasto    | Colòmbia     | 2012       | 4       | 2    |

## Palmarès

### Campionats nacionals
| Títol                                           | Club              | País    | Any  |
| ----------------------------------------------- | ----------------- | ------- | ---- |
| Liga de Futbol Profesional Boliviano - Obertura | Club Blooming     | Bolívia | 2005 |
| Copa Aerosur                                    | Club Blooming     | Bolívia | 2006 |
| Copa Aerosur                                    | Club Blooming     | Bolívia | 2008 |
| Torneig d'Hivern                                | Oriente Petrolero | Bolívia | 2010 |
| Torneig Clausura                                | Oriente Petrolero | Bolívia | 2010 |